# Ferdinand Kauer
Ferdinand Kauer (ur. 18 stycznia 1751 w Klein-Tajax, zm. 13 kwietnia 1831 w Wiedniu) – kompozytor austriacki.

## Życiorys
Kształcił się w gimnazjum jezuickim w Znojmie, następnie studiował filozofię, medycynę i teologię na uniwersytecie w Trnawie. Około 1777 roku wyjechał do Wiednia, gdzie utrzymywał się jako nauczyciel gry na instrumentach klawiszowych, działał jako organista i pracował w charakterze korepetytora w wydawnictwie muzycznym Artaria. Jednocześnie studiował kompozycję u Heidenreicha i Zimmermanna i około 1781 roku otrzymał angaż na pierwszego skrzypka w Leopoldstädter Theater. Od 1789 roku był także dyrektorem działającej przy teatrze szkoły muzycznej, a w latach 1790–1810 jego drugim kapelmistrzem. Od 1810 do 1811 roku był kapelmistrzem w Grazu, następnie wrócił do Wiednia. W latach 1814–1818 pełnił funkcję kapelmistrza Theater in der Josefstadt. Od 1821 do 1830 roku ponownie związany był z Leopoldstädter Theater jako drugi skrzypek.
Skomponował m.in. 19 singspielów, 10 oratoriów, 14 mszy, 3 requiem, 30 symfonii, 7 koncertów, szereg utworów kameralnych oraz na instrumenty klawiszowe. Większość kompozycji przepadła wraz z dobytkiem kompozytora podczas powodzi, jaka nawiedziła Wiedeń w 1830 roku. Swoją działalnością przyczynił się do rozwoju formy wiedeńskiego singspielu. Opublikował prace Singschule nach dem neuesten System der Tonkunst (1790) i Kurzgefasste Generalbass-Schule für Anfänger (1800).